# Eroblatta borneensis
Eroblatta borneensis är en kackerlacksart som först beskrevs av Robert Walter Campbell Shelford 1908.  Eroblatta borneensis ingår i släktet Eroblatta och familjen storkackerlackor. Inga underarter finns listade i Catalogue of Life.